# Luciana Castillo
Luciana Castillo (ur. 17 lutego 1989) – wenezuelska judoczka.
Startowała w Pucharze Świata w 2011. Brązowa medalistka igrzysk Ameryki Południowej w 2014 i w drużynie w 2010 roku.